# Manuela Laura Pesko
Manuela Laura Pesko (Chur, 18 september 1978) is een voormalig snowboardster uit Zwitserland. Ze vertegenwoordigde haar vaderland op de Olympische Winterspelen 2006 in Turijn en de Olympische Winterspelen 2010 in Vancouver. 

## Resultaten

### Olympische Winterspelen
| Jaar | Plaats    | Resultaten   |
| ---- | --------- | ------------ |
| 2006 | Turijn    | 7e Halfpipe  |
| 2010 | Vancouver | 25e Halfpipe |

### Wereldkampioenschappen
| Jaar | Plaats               | Resultaten   |
| ---- | -------------------- | ------------ |
| 2001 | Madonna di Campiglio | 39e Halfpipe |
| 2003 | Kreischberg          | 14e Halfpipe |
| 2005 | Whistler Blackcomb   | Halfpipe     |
| 2007 | Arosa                | Halfpipe     |

### Wereldbeker
Eindklasseringen
| Seizoen   | Algemeen          | Reuzenslalom     | Snowboardcross    | Halfpipe          |
| --------- | ----------------- | ---------------- | ----------------- | ----------------- |
| 1997/1998 | 127e 0,00 punten  | 105e 1,00 punten | -                 | -                 |
| 2000/2001 | -                 | -                | -                 | 49e 360,00 punten |
| 2001/2002 | -                 | -                | -                 | 69e 118,00 punten |
| 2002/2003 | -                 |                  | -                 | · 4250,00 punten  |
| 2003/2004 | -                 |                  | -                 | 4e 2705,00 punten |
| 2004/2005 |                   |                  | -                 | · 3590,00 punten  |
| 2005/2006 | · 6475,00 punten  |                  | 44e 115,00 punten | · 6360,00 punten  |
| 2006/2007 | 4e 5400,00 punten |                  | -                 | · 5400,00 punten  |
| 2007/2008 | 8e 4700,00 punten |                  | -                 | · 4700,00 punten  |
| 2009/2010 | 94e 500,00 punten |                  | -                 | 32e 500,00 punten |

| - | Dit seizoen niet deelgenomen aan dit onderdeel. |
|   | Onderdeel werd dit seizoen niet gehouden.       |

Wereldbekerzeges
| Datum            | Plaats             | Onderdeel |
| ---------------- | ------------------ | --------- |
| 17 december 2002 | Whistler Blackcomb | Halfpipe  |
| 13 december 2003 | Whistler Blackcomb | Halfpipe  |
| 26 februari 2005 | Sungwoo            | Halfpipe  |
| 9 januari 2006   | Kreischberg        | Halfpipe  |
| 19 januari 2006  | Leysin             | Halfpipe  |
| 18 maart 2006    | Furano             | Halfpipe  |
| 3 februari 2007  | Bardonecchia       | Halfpipe  |
| 2 maart 2007     | Calgary            | Halfpipe  |
| 3 maart 2007     | Calgary            | Halfpipe  |
| 18 maart 2007    | Stoneham           | Halfpipe  |
| 1 september 2007 | Cardrona           | Halfpipe  |
| 9 maart 2008     | Stoneham           | Halfpipe  |
| 16 maart 2008    | Valmalenco         | Halfpipe  |

### Europabeker
Eindklasseringen
| Seizoen   | Algemeen         | Halfpipe          |
| --------- | ---------------- | ----------------- |
| 2001/2002 | 7e 250,00 punten | 9e 250,00 punten  |
| 2005/2006 | -                | 10e 500,00 punten |
| 2006/2007 | -                | · 500,00 punten   |
| 2007/2008 | -                | 25e 300,00 punten |

Europabekerzeges
| Datum            | Plaats   | Onderdeel |
| ---------------- | -------- | --------- |
| 22 december 2005 | Arosa    | Halfpipe  |
| 17 november 2006 | Saas-Fee | Halfpipe  |
| 29 november 2007 | Saas-Fee | Halfpipe  |

### Noord-Amerikabeker
Eindklasseringen
| Seizoen   | Halfpipe          |
| --------- | ----------------- |
| 2005/2006 | 24e 163,00 punten |